# لي إيباولي
لي إيباولي (بالإنجليزية: L'Epaule)‏ هو أحد جبال سلسلة جبال الألب بينيني وجزء من القمة الأم يقع في سويسرا. يبلغ ارتفاع الجبل حوالي 4017 متر، بينما يبلغ ارتفاع نتوء الجبل متر.